# Мой избранник
«Мой избра́нник» — советский цветной широкоэкранный художественный фильм 1984 года режиссёра Алексея Коренева в жанре лирической комедии. Картина, снятая по сценарию Дмитрия Иванова и Владимира Трифонова, рассказывает о первом дне приёма по личным вопросам молодого рабочего Тимофея Зуйкова, недавно избранного депутатом районного Совета. Премьера фильма состоялась 15 февраля 1985 года. Фильм посмотрело 12,1 млн зрителей.

## Сюжет
У молодого рабочего Тимофея Зуйкова (Александр Галибин), недавно избранного депутатом районного Совета, первый день приёма по личным вопросам. Первым к нему приходит миллионер Чижиков (Валерий Носик), который сообщает ему, что можно получить серебро из бракованных батареек, найденных на городской свалке. Зуйков передаёт информацию о проблеме отходов продукции завода директрисе Вере Кабаковой (Галина Польских) и та поручает инженеру Михееву (Николай Трофимов) разобраться с ситуацией.
В ходе обсуждения проекта будущего города, Зуйков указывает рабочим на необходимость восстановления уличного света, отсутствие которого с весны приводит людей к травмам. Он требует, чтобы свет был включён к 23:00. В пивном баре Тимофей встречается с официантом Евгением Мыльниковым (Николай Аверюшкин), который признаётся, что пиво не употребляет.
Он также приходит на церемонию регистрации брака своей сестры Ляльки (Ирина Шмелёва) и её жениха Веньки Грибанова (Андрей Гусев), который, как оказывается, работает в пивном баре, а не на заводе. Лялька, узнав об этом, разрывает с ним отношения. Но вернувшись домой, она с ним мирится.
Во время очередного приёма, Тимофей и Таня (Наталия Вавилова) ссорятся друг с другом и расстаются, но мирятся вечером. Таня приглашает его в гости, где он встречается с Кабаковой. В финале картины Зуйков возвращается с семьёй в свою старую квартиру из новой, которую ему дали вне очереди.

## Актёры и роли

### В ролях
| Актёр               | Роль           |
| ------------------- | -------------- |
| Александр Галибин   | Тимофей Зуйков |
| Галина Польских     | Кабакова       |
| Наталия Вавилова    | Таня           |
| Валентина Талызина  | мать Тимофея   |
| Марина Дюжева       | Валя           |
| Ирина Шмелёва       | Лялька         |
| Андрей Гусев        | Венька         |
| Евгения Ханаева     | Бескова        |
| Николай Трофимов    | Михеев         |
| Юрий Волынцев       | Феофанов       |
| Виктор Борцов       | Никотенко      |
| Светлана Рябова     | Иванова        |
| Валерий Носик       | Чижиков        |
| Игорь Охлупин       | Лапшин         |
| Александр Постников | Протасов       |
| Леонид Платов       | Епишин         |
| Николай Аверюшкин   | официант       |
| Виктор Ильичёв      | Агеев          |

### В эпизодах
| Людмила Алёхина   | Наталья Гурзо      |
| Владимир Бурлаков | Михаил Бычков      |
| Анатолий Ведёнкин | Алексей Горячев    |
| Гарри Дунц        | Алексей Преснецов  |
| Александр Пятков  | Леонид Сатановский |
| Анатолий Скорякин | А. Рябчиков        |
| Катя Мелешина     | Костя Вильский     |

## Отзывы и рецензии
Критик А. Лукьянов в своей рецензии на страницах газеты «Советская культура» писал, что события в фильме, наполненные столькими совершенно неожиданными поворотами судьбы, имеют необычное начало. Лукьянов также отметил следующее: «…давая нравственную характеристику герою, мы обязаны сказать о его социальной активности, гражданской позиции. Но что, пожалуй, особенно важно в Зуйкове — это по-настоящему деловой, хозяйский подход к решению любых вопросов».